# Chang Eun-Kyung
Chang Eun-Kyung (en coreano: 장 은경; 26 de mayo de 1951-3 de diciembre de 1979) fue un deportista surcoreano que compitió en judo. Participó en los Juegos Olímpicos de Montreal 1976, obteniendo una medalla de plata en la categoría de –63 kg.

## Palmarés internacional
| Juegos Olímpicos | Juegos Olímpicos  | Juegos Olímpicos | Juegos Olímpicos |
| Año              | Lugar             | Medalla          | Categoría        |
| ---------------- | ----------------- | ---------------- | ---------------- |
| 1976             | Montreal (Canadá) | Medalla de plata | –63 kg           |